# Joseph P. Cleland

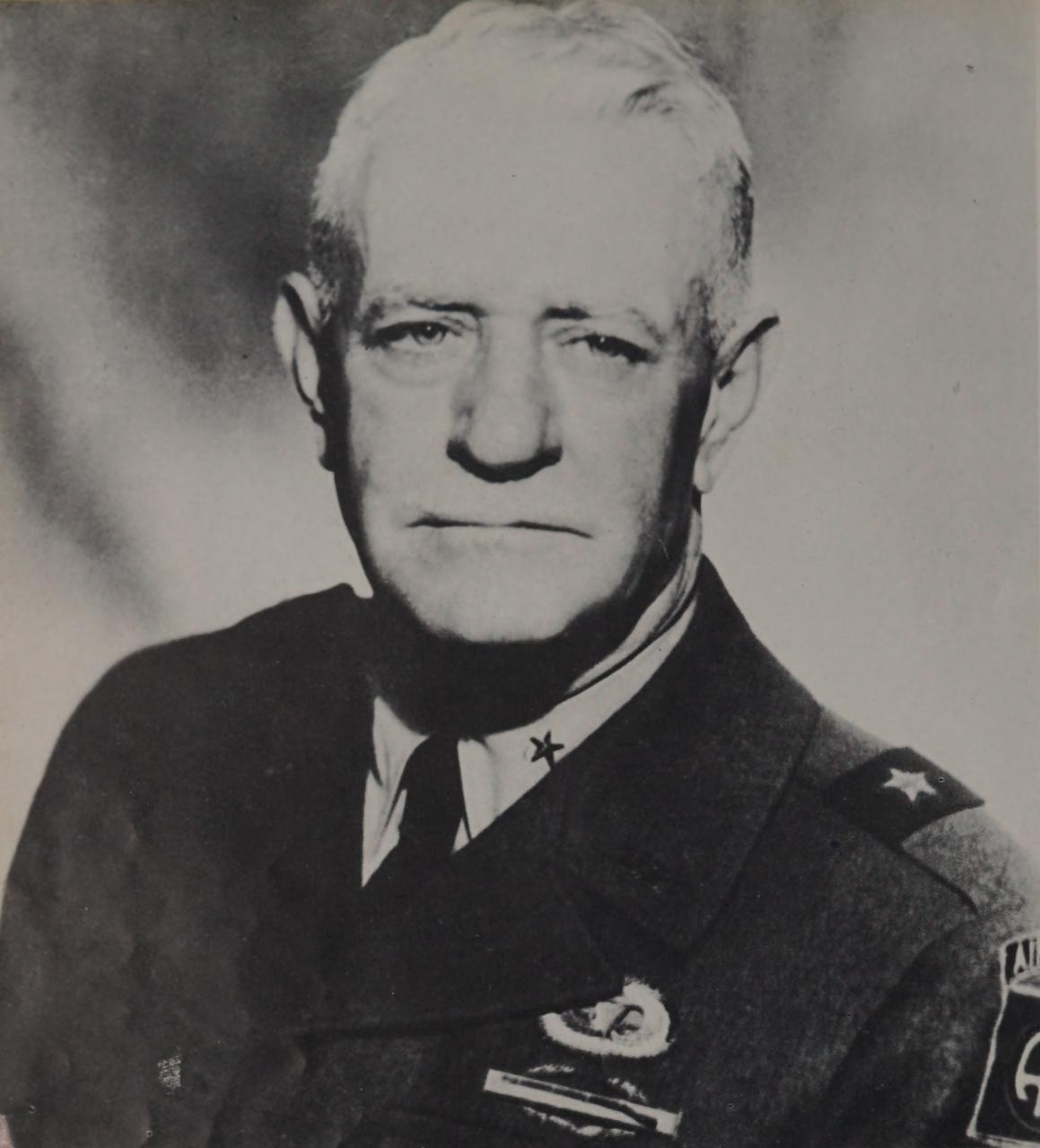
Joseph P. Cleland

Joseph Pringle Cleland (* 2. März 1902 in Holdrege, Phelps County, Nebraska; † 28. März 1975 in Belleair, Pinellas County, Florida) war ein Generalmajor der United States Army. Er war unter anderem Kommandeur der 1. Kavalleriedivision und des XVIII. Luftlandekorps.
Er war ein Sohn von Joseph Pringle Cleland Sr. (1863–1946) und dessen Frau Effie Geddes (1867–1956). Die Eltern stammten aus Schottland. Er besuchte die öffentlichen Schulen seiner Heimat und die Kemper Military School and College in Boonville in Missouri. In den Jahren 1921 bis 1925 durchlief er die United States Military Academy in West Point. Nach seiner Graduation wurde er als Leutnant der Infanterie zugeteilt. In der Armee durchlief er anschließend alle Offiziersränge vom Leutnant bis zum Zwei-Sterne-General.
Im Lauf seiner militärischen Karriere absolvierte Joseph Cleland verschiedene Kurse und Schulungen. Dazu gehörten unter anderem die Tank School, der Infantry Officers Course, das Command and General Staff College und die United States Army Airborne School.
In seinen jüngeren Jahren absolvierte er den für Offiziere in den niederen Rangstufen üblichen Dienst in unterschiedlichen Einheiten und Standorten. Dazu gehörten auch Aufgaben als Stabsoffizier in verschiedenen Hauptquartieren. Außerdem war er Dozent an einigen Militärschulen. Zu seinen Auslandseinsätzen vor dem Zweiten Weltkrieg gehörten unter anderem die Philippinen und Panama. Zwischen November 1941 und Juli 1942 gehörte er dem Stab der amerikanischen Botschaft in Bogotá in Kolumbien an. In diese Zeit fiel der amerikanische Eintritt in den Zweiten Weltkrieg.
In der Folge wurde er auf den asiatisch-pazifischen Kriegsschauplatz versetzt. Dort war er zunächst Stabsoffizier beim Hauptquartier der Southwest Pacific Area. Er schlug die Gründung des Provisional Service Command (PSC) vor und erhielt für einige Zeit das Kommando über diese Einheit. Damals rettete er unter persönlichem Einsatz einen ins Meer abgestürzten amerikanischen Piloten, wofür er mit der Soldiers Medal ausgezeichnet wurde.
Zwischen November 1943 und April 1944 war Joseph Cleland Stabschef der 43. Infanteriedivision, die zu jener Zeit in der zu den Salomonen gehörenden Stadt Munda stationiert war. Mit dieser Division war Cleland an der Schlacht um New Georgia und der Schlacht um Neuguinea beteiligt. Anschließend erhielt er das Kommando über das 103. Infanterieregiment, das er zwischen April 1944 und Juli 1945 innehatte. In dieser Funktion war er an der Befreiung der Philippinen und der Schlacht um Luzon beteiligt.
Nach seiner Zeit als Regimentskommandeur wurde Joseph Cleland Stabsoffizier bei der 43. Infanteriedivision, die nach dem Ende des Kriegs mit Japan im September 1945 in die Vereinigten Staaten zurückverlegt wurde. Cleland gehörte bis zum 26. Januar 1946 deren Divisionsstab an. Zwischen Januar 1946 und Juni 1947 war er Militärattaché in Chile. Anschließend war er in den Jahren 1947 bis 1950 Dozent am Command & General Staff College. In den Monaten April und Mai 1950 besuchte er die Infantry School. Danach übernahm er das Kommando über das 504. Luftlanderegiment, das er bis September 1951 innehatte. Es folgte eine Versetzung zum Stab der 82. Luftlandedivision, dem er zwischen September 1951 und Juni 1952 angehörte.
Anschließend wurde er Kommandeur der im Koreakrieg eingesetzten 40. Infanteriedivision und das IX. Korps an. Danach wurde er mit dem Kommando über die 1. Kavalleriedivision (Panzer) betraut, das er im Mai und Juni 1953 innehatte. Sein letztes Kommando vor seiner Pensionierung war der Oberbefehl über das XVIII. Luftlandekorps in den Jahren 1953 bis 1955. Dieses Korps war damals im Fort Bragg, dem heutigen Fort Liberty, stationiert. Im Juni 1955 schied Cleland aus dem aktiven Militärdienst aus.
In den Jahren nach seiner Pensionierung betrieb er bis 1972 auf einer Farm bei Bedford in Virginia ein Viehzuchtunternehmen. Ansonsten unternahm er viele Auslandreisen, wobei er viele Staaten auf fast allen Kontinenten bereiste. Er starb am 28. März 1975 in Florida und wurde auf dem Friedhof der Militärakademie in West Point beigesetzt.

## Orden und Auszeichnungen
Joseph Cleland erhielt im Lauf seiner militärischen Laufbahn unter anderem folgende Auszeichnungen:
- Army Distinguished Service Medal
- Silver Star
- Legion of Merit
- Soldier’s Medal
- Bronze Star Medal
- Asiatic-Pacific Campaign Medal
- American Campaign Medal
- World War II Victory Medal
- American Defense Service Medal
- Army of Occupation Medal
- Philippine Liberation Medal (Philippinen)
- Orden al Mérito (Chile)
- Estrella de Oro (Chile)
- Honorary Knight Commander des Order of the British Empire (Großbritannien)